# Шэньчжоу-1
Шэньчжоу-1 (кит. 神舟1号) — беспилотный космический корабль КНР. Первый из кораблей серии «Шэньчжоу».

## Цель полёта
Экспериментальный полёт нового космического корабля. Его впоследствии стали использовать для пилотируемых полётов. В ходе полёта прошли испытания всех систем.

## История
В 1992 году проект запуска пилотируемого космического корабля впервые в Китае был включен в государственный план. Впоследствии он был назван «пилотируемый космический полёт Шэньчжоу». Проект включал создание корабля «Шэньчжоу», ракеты-носителя «Чанчжэн», космодрома Цзюцюань в Центре космических полетов, системы измерения и управления, связи, подготовку космонавтов, системы научно-технических исследований и технических испытаний.
19 ноября 1999 года с космодрома Цзюцюань был успешно осуществлен запуск космического экспериментального корабля «Шэньчжоу-1». Через 21 час космического полета он успешно возвратился на Землю. Это был первый китайский беспилотный космический корабль.